# Élection présidentielle brésilienne de 1989
L'élection présidentielle brésilienne de 1989 a lieu les 15 novembre et 17 décembre 1989 afin d’élire le président de la république fédérative du Brésil, ainsi que le vice-président. Il s'agit de la première élection présidentielle du pays depuis la promulgation de la Constitution de 1988.
Le premier tour voit arriver en tête le candidat de centre droit du Parti de la reconstruction nationale, Fernando Collor, ancien gouverneur de l'État d'Alagoas, avec 30,5 % des voix. L’ancien syndicaliste de gauche Luiz Inácio Lula da Silva (Parti des travailleurs) arrive deuxième avec 17,2 % des voix, juste devant le social-démocrate Leonel Brizola (16,5 %).
Fernando Collor, qui prône le libéralisme économique et la lutte contre la corruption, remporte finalement l’élection présidentielle avec 53,03 % des voix, contre 46,97 % pour Lula da Silva. En mars 1990, Collor est investi en tant que président de la République pour un mandat de cinq ans.

## Premier tour
| Candidat                  | Parti                                          | Voix       | %     | Orientation politique |
| ------------------------- | ---------------------------------------------- | ---------- | ----- | --------------------- |
| Fernando Collor de Mello  | Parti de la reconstruction nationale           | 20 611 011 | 30,48 | Droite                |
| Luiz Inácio Lula da Silva | Parti des travailleurs                         | 11 622 673 | 17,19 | Gauche                |
| Leonel Brizola            | Parti démocratique travailliste                | 11 168 228 | 16,51 | Gauche                |
| Mário Covas               | Parti de la social-démocratie brésilienne      | 7 790 392  | 11,52 | Centre                |
| Paulo Maluf               | Parti social démocratique                      | 5 986 575  | 8,85  | Gauche                |
| Guilherme Afif            | Parti libéral                                  | 3 272 462  | 4,84  | Droite                |
| Ulysses Guimaraes         | Parti du mouvement démocratique brésilien      | 3 204 932  | 4,74  | Centre                |
| Roberto Freire            | Parti communiste brésilien                     | 769 123    | 1,14  | Gauche                |
| Aureliano Chaves          | Parti du front libéral                         | 600 838    | 0,89  | Centre                |
| Ronaldo Caiado            | Parti social démocrate (1945-1965)             | 488 846    | 0,72  | Centre                |
| Affonso Camargo           | Parti travailliste brésilien                   | 379 286    | 0,56  | Gauche                |
| Enéas Carneiro            | Parti de la reconstruction de l'ordre national | 360 561    | 0,53  | Droite                |
| Marronzinho               | Parti populaire socialiste                     | 238 425    | 0,35  | Gauche                |
| Autres                    | -                                              | 1 137 660  | 1,68  | -                     |
| Suffrages exprimés        | -                                              | 67 631 012 | 100   | -                     |
| Blancs/nuls               | -                                              | 4 649 897  | 6,43  | -                     |

## Entre-deux tours
Lors du débat télévisé du 14 décembre, Collor se distingue de Lula. Les deux candidats énumèrent leurs priorités nationales durant le mandat qui s'ouvre. Le candidat de centre droit met un point d'honneur à lutter contre la dette nationale (en privatisant des entreprises d’État) tout en combattant l'hyperinflation, alors que son adversaire parle de nationaliser des industries, redistribuer des terres et arrêter le paiement de la dette internationale.
Selon les analystes, Fernando Collor sort vainqueur du débat et gagne des voix décisives face à Lula.

## Second tour
| Candidat                  | Parti                                | Voix           | %     | Orientation politique |
| ------------------------- | ------------------------------------ | -------------- | ----- | --------------------- |
| Fernando Collor de Mello  | Parti de la reconstruction nationale | 35 089 998     | 53,03 | Droite                |
| Luiz Inácio Lula da Silva | Parti des travailleurs               | 31 076 364     | 46,97 | Gauche                |
| Blancs/nuls               | -                                    | Non communiqué | NC    | -                     |